# Tưởng Phương Lương
Faina Tưởng Phương Lương (giản thể: 蒋方良; phồn thể: 蔣方良; bính âm: Jiǎng Fāngliáng, tiếng Anh: Faina Chiang Fang-liang; 15 tháng 5 năm 1916 – 15 tháng 12 năm 2004) là phu nhân của Tổng thống Tưởng Kinh Quốc, bà là Đệ nhất phu nhân của chính quyền Trung Hoa Dân Quốc tại Đài Loan từ năm 1978 đến năm 1988.

## Thời niên thiếu
Tên khai sinh của bà là Faina Ipat'evna Vakhreva (tiếng Nga: Фаина Ипатьевна Вахрева, tiếng Belarus: Фаіна Іпацьеўна Вахрава, Fayina Ipaćjeŭna Vachrava), bà sinh ra trong một gia đình người Belarus di cư đến Yekaterinburg, Đế quốc Nga trong Chiến tranh thế giới thứ nhất, bà trở thành trẻ mồ côi từ nhỏ và lớn lên cùng chị gái ruột Anna.

## Sự nghiệp
Khi bà là đoàn viên của Đoàn thanh niên Komsomol của Liên Xô năm 16 tuổi, bà đã làm việc cùng với Tưởng Kinh Quốc tại Nhà máy Công nghiệp nặng Ural.

## Tiểu sử
Họ kết hôn 2 năm sau đó, vào ngày 15 tháng 3 năm 1935. Tưởng Kinh Quốc đã bị lưu đày đến làm việc tại Siberia theo chỉ thị của Stalin sau khi cha ông là Tưởng Giới Thạch đã đuổi những người cánh tả ra khỏi Quốc Dân đảng. Cặp vợ chồng có người con trai đầu tiên vào tháng 12 năm 1935, và tên ban đầu là Èrik (Эрик) nhưng được biết nhiều hơn với tên tiếng Trung Tưởng Hiếu Văn. Sau đó họ tiếp tục sinh hai người con trai là Tưởng Hiếu Vũ và Tưởng Hiếu Dũng, cùng một người con gái, Tưởng Hiếu Chương. Tất cả ba người con sau của bà đều được sinh tại những nơi khác nhau ở Trung Quốc trong những năm tháng hỗn loạn của chiến tranh Trung-Nhật.
Vào tháng 12 năm 1936, Stalin cuối cùng đã đồng ý cho Tưởng Kinh Quốc trở lại Trung Quốc. Sau khi được Tưởng Giới Thạch và Tống Mỹ Linh thừa nhận tại Hàng Châu, họ tới quê gốc của nhà họ Tưởng tại Khê Khẩu, Phụng Hóa, Chiết Giang, và tổ chức một lễ cưới lần hai. Tưởng Phương Lương ở lại sinh sống cùng mẹ đẻ của Tưởng Kinh Quốc là Mao Phúc Mai. Bà được một người giám hộ dạy tiếng Quan thoại, tuy nhiên bà lại được học phương ngữ Ninh Ba của tiếng Ngô.
Khi Tưởng Kinh Quốc trở thành Tổng thống, Tưởng Phương Lương theo truyền thống trở thành Đệ nhất phu nhân. Một phần vì bà không được giáo dục một cách chính thức; chồng bà cũng không khuyến khích bà tham gia vào chính trị. Bà luôn đứng ngoài chính trường và được biết đến khá ít trong bối cảnh chính trị đương thời với chủ trương chống cộng của chính quyền Trung Hoa Dân Quốc. Bà không bao giờ trở về Nga, và chỉ đi ra nước ngoài ba lần trong sau năm 50 tuổi, tất cả đều để thăm hỏi con cháu của bà. Trong năm 1992, bà nhận được một lời mời thăm viếng từ một đại diện của thị trưởng Minsk, thủ đô Belarus. Đó là lần duy nhất bà có thể liên lạc với những người tại quê nhà. Bà cũng từng nhận được quà tặng của Nga.
Tất cả con của bà đều được gửi tới đại học – Hiếu Văn tới trường võ bị West Point (Hoa Kỳ) và Trường Cao đẳng Park, Hiếu Vũ tới đến Munich, Tây Đức và hai người con còn lại tới Hoa Kỳ. Tất cả ba người con trai đã chết sau cái chết của Tưởng Kinh Quốc năm 1988: Hiếu Văn vào tháng 4 năm 1989, Hiếu Vũ vào tháng 7 năm 1991, và Hiếu Dũng vào tháng 12 năm 1996. Tưởng Phương Lương sau đó sống ở ngoại ô Đài Bắc. Bà thỉnh thoảng cũng tiếp một số khách, chẳng hạn như một số chính trị gia nổi bật, những người này tới để bày tỏ sự tôn trọng của mình. Trên phương tiện truyền thông Đài Loan, bà được mô tả như một người vợ đức hạnh, người không bao giờ phàn nàn và chịu cô đơn cùng phẩm giá.
Bà qua đời vì suy hô hấp và nhồi máu cơ tim bắt nguồn từ căn bệnh ung thư phổi tại Bệnh viện Cựu chiến binh Đài Bắc ở tuổi 88 (hoặc 90 theo tuổi mụ). Tang lễ của bà đã được tổ chức vào ngày 27 tháng 12 năm 2004, với Tổng thống Trần Thủy Biển và Phó Tổng thống Lã Tú Liên tham dự. Các chính trị gia của Quốc Dân đảng trong đó có Tổng thống đương nhiệm Mã Anh Cửu đã trùm cờ của Quốc Dân đảng và một số chính trị gia Quốc Dân đảng lớn tuổi đã phủ quốc kỳ Trung Hoa Dân Quốc lên linh cữu của bà. Bà đã được hỏa táng và tro được đưa đến lăng mộ tạm thời của chồng tại Đào Viên. Họ dự kiến sẽ được chôn cùng nhau trong nghĩa trang quân sự Ngũ Chỉ Sơn. Đến năm 2006, người con gái duy nhất của bà là Tưởng Hiếu Chương đã di cư sang Hoa Kỳ. Hiếu Chương là người con duy nhất có thể nói tiếng Nga ở nhà.

## Cuộc sống cá nhân
Bà đã gặp Tưởng Kinh Quốc khi đang làm việc tại Nhà máy Công nghiệp nặng Ural ở Yekaterinburg, Nga. Vào ngày 15 tháng 3 năm 1935 ở tuổi 18, bà kết hôn với Tưởng Kinh Quốc, con trai của Tưởng Giới Thạch. Vào ngày 14 tháng 12 năm 1935, con trai đầu lòng của Tưởng Phương Lương là Tưởng Hiếu Văn được sinh ra tại Nga. Những đứa trẻ khác của Tưởng là Tưởng Hiếu Chương (sinh năm 1938 tại Nam Xương), Tưởng Hiếu Từ (sinh năm 1942 tại Quế Lâm), Tưởng Hiếu Nghiêm (cũng sinh năm 1942 tại Quế Lâm), Tưởng Hiếu Vũ (sinh năm 1945 tại Chiết Giang) và Tưởng Hiếu Dũng (sinh năm 1948 tại Thượng Hải).